# Pangasiidae

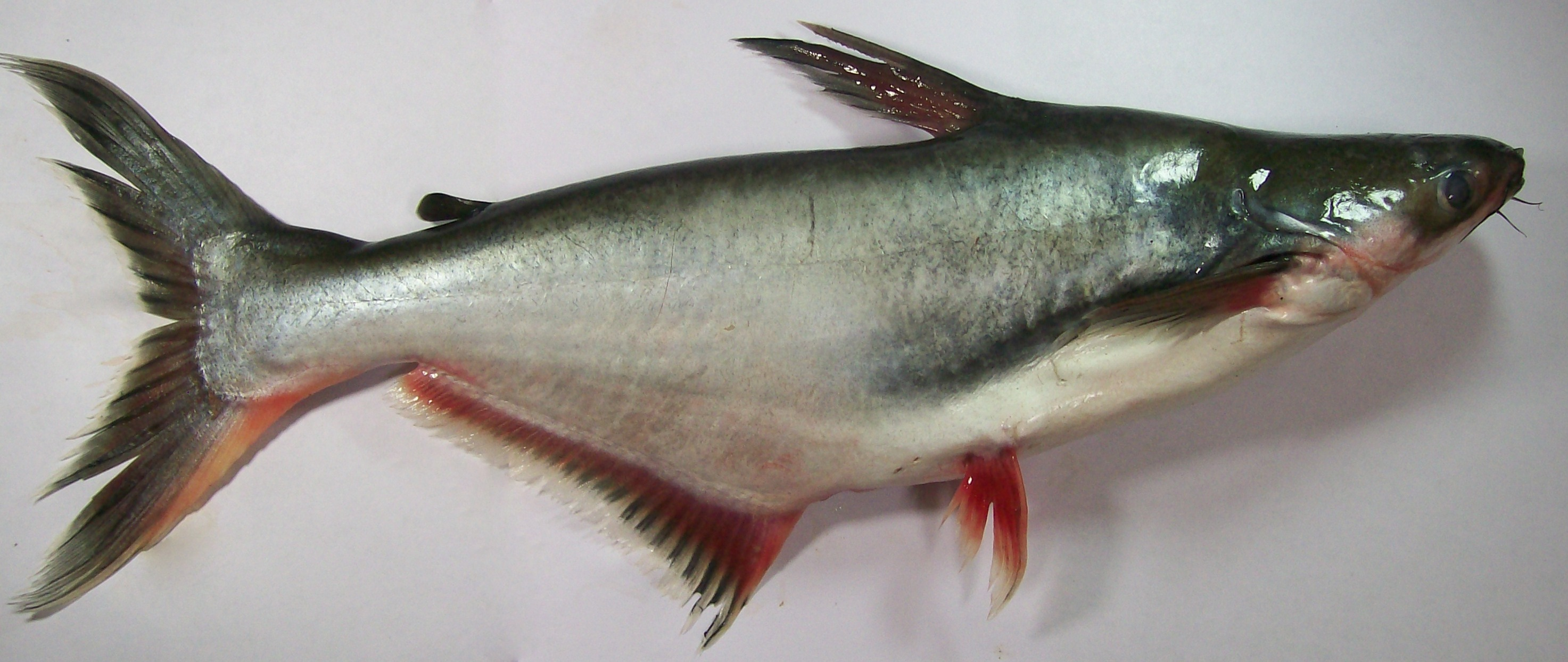
Pangasianodon hypophthalmus

Pangasiidae – rodzina słodkowodnych ryb sumokształtnych (Siluriformes), w języku polskim nazywanych sumami wędrownymi. Obejmuje ok. 30 gatunków.

## Zasięg występowania
Azja Południowa i Południowo-Wschodnia, od Pakistanu po Borneo.

## Cechy charakterystyczne
U większości gatunków występują dwie pary wąsików (szczękowe i jedna para żuchwowych lub podbródkowych; nosowe nigdy nie występują). Ciało spłaszczone; obecna mała płetwa tłuszczowa, nigdy niezrośnięta z płetwą ogonową; płetwa grzbietowa przesunięta daleko do przodu, z jednym lub dwoma kolcami i 5–7 miękkimi promieniami; płetwa odbytowa z 26–46 promieniami; 39–52 kręgów. Pangasianodon gigas osiąga maksymalną długość około 3 m, przy masie ciała ok. 300 kg.

## Klasyfikacja
Rodzaje zaliczane do tej rodziny:
- Helicophagus
- Pangasianodon
- Pangasius
- Pseudolais

oraz wymarły rodzaj †Cetopangasius i 2 nieopisane gatunki.  
Rodzajem typowym jest Pangasius.